# One Piece (temporada 14)
La catorzena temporada de One Piece, va ser produïda per Toei Animation i dirigida per Hiroaki Miyamoto. La temporada està basada en el manga d'Eiichiro Oda del mateix nom i comprèn entre els volums 59 i 61 del manga.
L'emissió original de la temporada va ser al Japó entre el 27 de juny de 2010 i el 25 de setembre de 2011 i, l'encarregada va ser la cadena de televisió japonesa Fuji Television. L'episodi 36 de la temporada va ser un crossover entre la mateixa sèrie i la sèrie, també d'animació, Toriko. La catorzena temporada té un total de 60 episodis (457–516).

## Episodis
| Nº | Nº en temporada | Títol en català | Data d'estrena al Japó | Data d'estrena a Catalunya |
| --- | --------------- | --- | ---------------------- | -------------------------- |
| 457 | 1               | Retrospectiva especial abans de Marineford! La promesa dels germans Marinfōdo Chokuzen Kaisou Supesharu - Kyōdai no Chikai! (海軍本部直前回想特別編 兄弟の誓い!)                      | 27 de juny de 2010     | 23 de gener de 2014        |
| En Ruffy continua el seu viatge cap a Marineford per rescatar el seu germà Ace. Recorda quan es van trobar a Alabasta i quan ell es va assabentar a Amazon Lily que l'havien capturat. També s'explica l'enfrontament entre l'Ace i en Barbanegra a l'illa de Banaro. |                 | |                        |                            |
| 458 | 2               | Retrospectiva especial abans de Marineford! Els tres almiralls de l'armada! Marinfōdo Chokuzen Kaisou Supesharu - Shūketsu! San Taishō" (海軍本部直前回想特別編 集結! 三大将)         | 11 de juliol de 2010   | 27 de gener de 2014        |
| A Marineford, els shichibukais i els tres almiralls de l'Armada ja estan preparats per a l'execució. Es recorden els enfrontaments dels pirates del Barret de palla amb en Kuma, en Mihawk, en Moria, la Hancock, l'Aokiji i en Kizaru, i també reapareixen en Doflamingo i l'Akainu. |                 | |                        |                            |
| 459 | 3               | S'acosta l'hora de la batalla! La millor formació de l'armada està preparada! Kessen no Toki Semaru! Kaigun Saikyō no Fujin Kansei! (決戦の刻迫る! 海軍最強の布陣完成!)               | 18 de juliol de 2010   | 28 de gener de 2014        |
| Tres hores abans de la seva execució, l'Ace és traslladat de la seva cel·la cap a la plataforma d'execució, que està vigilada per milers de soldats de l'Armada i els shichibukais. Un cop és allà, en Sengoku puja a la plataforma i revela davant de tothom que el pare biològic de l'Ace no és ni més ni menys que el rei dels pirates Gol D. Roger. |                 | |                        |                            |
| 460 | 4               | Apareix una flota immensa! Ja arriben els pirates d'en Barbablanca! Kyodai Kantai Arawaru - Shūrai! Shirohige Kaizoku-dan (巨大艦隊あらわる 襲来! 白ひげ海賊団)                       | 1 d'agost de 2010      | 29 de gener de 2014        |
| Mentre en Sengoku explica qui és el pare de l'Ace, en Garp recorda per què se'n va haver de fer càrrec. En Roger havia estat capturat per l'Armada i li va demanar que tingués cura del seu fill que estava a punt de néixer. La seva dona, la Rouge, va aguantar l'Ace durant 20 mesos a la panxa per amagar al Govern mundial que era fill d'en Roger. Però just després de donar a llum va morir, i en Garp va haver d'agafar el nadó i endur-se'l al poble dels molins perquè el criés una dona que es deia Dadan. S'acosta l'hora de l'execució d'en Punys de foc i finalment apareix el vaixell d'en Barbablanca acompanyat per una enorme flota de pirates aliats. |                 | |                        |                            |
| 461 | 5               | Comença la guerra! El passat de l'Ace i en Barbablanca Kessen no Makuake! Ēsu to Shirohige no Kako (決戦の幕開け! エースと白ひげの過去)                                               | 8 d'agost de 2010      | 30 de gener de 2014        |
| Els pirates d'en Barbablanca i els seus aliats apareixen a Marineford per rescatar l'Ace. En Punys de foc recorda quan es va unir a la seva tripulació i com va aprendre a estimar i a respectar el seu capità i pare adoptiu. També evoca com va deixar la seva flota per anar a buscar en Teach i castigar-lo per l'assassinat d'en Thatch, i que el mateix Barbablanca i tots els altres van provar de convèncer-lo perquè no hi anés. |                 | |                        |                            |
| 462 | 6               | La força capaç de destruir el món. El poder de la fruita Tremolor Tremolor Sekai o Horobosu Chikara! Gura Gura no Mi no Nōryoku (すべてを焼き尽くす!! 大将赤犬の能力!)                | 15 d'agost de 2010     | 3 de febrer de 2014        |
| Els sismes submarins provocats per en Barbablanca creen un tsunami gegant que s'acosta a Marineford, però l'Aokiji fa servir el seu poder d'una fruita del diable per congelar-lo i evitar que destrossi l'illa sencera. Aleshores els pirates baixen dels vaixells i comença la guerra. En Mihawk surt a lluitar i envia una estocada devastadora contra en Barbablanca amb la seva famosa espasa negra. |                 | |                        |                            |
| 463 | 7               | Convertiu-ho tot en cendres! El poder de l'almirall Akainu! Subete o Yakitsukusu!! Taishō Akainu no Chikara! (すべてを焼き尽くす!! 大将赤犬の能力!)                                   | 22 d'agost de 2010     | 4 de febrer de 2014        |
| En Diamond Jozu, el comandant de la tercera divisió dels pirates d'en Barbablanca, aconsegueix aturar l'estocada devastadora d'en Mihawk. I en Phoenix Marco, el comandant de la primera divisió, també desvia a temps l'atac d'en Kizaru contra el seu capità. Llavors en Jozu tira un bloc gegant de gel contra els soldats, però l'Akainu fa servir l'habilitat de la seva fruita del diable per aturar-lo. I mentre en Coby i en Helmeppo es pregunten quin és el seu paper en la batalla, el Petit Ozu Júnior s'obre pas cap a la plaça. |                 | |                        |                            |
| 464 | 8               | Un descendent del Dimoni! El Petit Ozu Júnior ataca! Majin no Shison! Ritoru Ōzu Junia Bakushin! (魔人の子孫! リトルオーズJr.驀進！)                                                  | 29 d'agost de 2010     | 5 de febrer de 2014        |
| L'Ozu Júnior es dirigeix de dret cap a l'Ace. L'esquadró de gegants de l'Armada prova de reduir-lo sense gaire èxit, però l'atac d'en Kuma l'atura en sec. Llavors l'Ozu Júnior recorda que l'Ace li va fer un barret de palla per protegir-lo i torna a agafar forces per continuar endavant. Però només d'alçar-se, en Doflamingo li talla la cama i després l'ataca en Moria. |                 | |                        |                            |
| 465 | 9               | Els guanyadors són la justicia! L'estratègia d'en Sengoku es posa en marxa! Shōsha dake ga Seigi - Hatsudō! Sengoku no Sakusen (勝者だけが正義 発動! センゴクの作戦)                  | 5 de setembre de 2010  | 6 de febrer de 2014        |
| Després de rebre els atacs d'en Doflamingo i d'en Moria, l'Ozu Júnior es desploma a pocs metres de l'Ace. Però la Whitey Bay arriba amb el seu trencaglaç i aconsegueix obrir una altra fissura en la formació de l'Armada perquè els pirates avancin cap a la plaça. Morts de por, en Coby i en Helmeppo fugen de la ferotge batalla i s'assabenten del pla d'en Sengoku d'executar en Punys de foc abans de l'hora prevista. En Garp puja a la plataforma d'execució amb l'Ace i en Sengoku, i en Ruffy i el seu equip apareixen caiguts del cel. |                 | |                        |                            |
| 466 | 10              | Arriba l'equip del barret de palla! Augmenta la tensió al camp de batalla! Mugiwara Chīmu Tōchaku - Fūunkyū o Tsugeru Senjō (麦わらチーム到着 風雲急を告げる戦場)                     | 12 de setembre de 2010 | 10 de febrer de 2014       |
| Just abans de caure damunt de Marineford, el Barret de palla i el seu nou equip s'assabenten que l'Armada vol avançar l'execució de l'Ace. Només tocar a terra, en Ruffy atura l'atac d'en Crocodile contra en Barbablanca amb la seva tècnica gear second. El gran capità l'avisa que un noi com ell pot perdre la vida fàcilment en una guerra així, però ell li contesta cridant que serà el nou rei dels pirates i que, a més a més, salvarà l'Ace. |                 | |                        |                            |
| 467 | 11              | Et salvaré encara que hi hagi de deixar la vida! En Ruffy contra l'Armada! Comença la batalla! Shindemo Tasukeru - Rufi VS Kaigun Batoru Sutāto (死んでも助ける ルフィVS海軍戦闘開始) | 19 de setembre de 2010 | 11 de febrer de 2014       |
| En Ruffy avança decidit cap a la plataforma d'execució per salvar el seu germà. En veure'l, els altres pirates es tornen a animar. En Fullbody, en Jango i la Hina proven d'aturar-lo però no poden. Aleshores en Moria ressuscita els soldats morts convertint-los en zombis i també prova de matar-lo, però tampoc no ho aconsegueix. L'Ace demana al Ruffy que no hi vagi, però ell no el vol escoltar. Aleshores en Sengoku anuncia públicament que el Barret de palla és el fill del gran cap revolucionari Dragon, i que li han de parar els peus com sigui. D'altra banda, en Barbablanca ordena a en Marco que tothom protegeixi el Barret de palla. |                 | |                        |                            |
| 468 | 12              | Combats mortals sense parar! S'enfronten els poders de les fruites del diable! Gekisen no Renzoku! Nōryokusha Gundan VS Nōryokusha Gundan (激戦の連続! 能力者軍団VS能力者軍団)        | 26 de setembre de 2010 | 12 de febrer de 2014       |
| En Ruffy i el seu equip continuen lluitant contra els soldats per avançar cap a l'Ace. En Barbablanca juga amb la vanitat d'en Buggy per manipular-lo i fer que l'ajudi a lluitar contra els soldats. En Moria prova d'aturar en Ruffy altre cop, però aquesta vegada en Jinbe s'encarrega de desafiar-lo i de deixar-lo fora de joc. Llavors l'Smoker ataca en Ruffy amb el seu jitte de kairoseki i el deixa indefens, però la Hancock hi intervé per salvar-lo. Mentrestant, l'Ivankov no es pot creure que el seu antic company de lluita el pugui atacar i en Doflamingo li explica que en realitat el seu amic Kuma és mort. |                 | |                        |                            |
| 469 | 13              | La transformació d'en Kuma i l'atac de ràbia de l'Iva Kuma ni Okita Ihen - Iwa-san Ikari no Ichigeki (クマに起きた異変 イワさん怒りの一撃)                                            | 3 d'octubre de 2010    | 13 de febrer de 2014       |
| Després de defensar en Ruffy de l'atac de l'Smoker, la Hancock li dona la clau de les manilles de l'Ace. Ell l'abraça agraït i ella es comença a fer la il·lusió que s'hi casarà. L'Ivankov nota que el comportament del Kuma no és normal i en Doflamingo li diu que ja no és el mateix home que ell coneixia. Li explica que el seu cos ha estat modificat per uns científics del Govern mundial i que l'han convertit en una arma humana anomenada "pacifista". Mentrestant, en Crocodile prova d'acostar-se a en Barbablanca i en Doflamingo li proposa que uneixin forces. En Ruffy continua avançant cap a la plataforma d'execució, però en Mihawk li barra el pas. |                 | |                        |                            |
| 470 | 14              | El gran espadatxí Mihawk! L'espasa negra ataca en Ruffy! Kengō Mihōku - Rufi ni Semaru Kokutō no Zangeki (剣豪ミホーク ルフィに迫る黒刀の斬撃)                                        | 10 d'octubre de 2010   | 17 de febrer de 2014       |
| En Mihawk barra el pas d'en Ruffy, en Jinbe prova d'apartar-lo, però no ho aconsegueix. En Crocodile ataca en Doflamingo amb una tempesta de sorra que engoleix en Buggy i els seus seguidors, però el Barret de palla el treu d'allà per fer-lo servir d'escut contra l'espasa negra d'en Mihawk. Aleshores el comandant Marco dels pirates d'en Barbablanca informa en Vista de l'ordre de protegir en Ruffy perquè vagi a ajudar-lo. Mentrestant, en Sengoku continua el seu pla d'avançar l'execució de l'Ace i en Sentomaru i el seu exèrcit de pacifistes comencen a atacar els pirates a l'entrada de la badia. |                 | |                        |                            |
| 471 | 15              | L'estratègia d'extermini entra en acció! El poder dels pacifistes! Senmetsu sakusen shidō - Pashifisuta gundan no iryoku (殲滅作戦始動 パシフィスタ軍団の威力)                        | 17 d'octubre de 2010   | 18 de febrer de 2014       |
| Els pacifistes comencen a atacar els pirates a l'entrada de la badia. En Barbablanca confirma les seves sospites que l'Armada pretén acorralar els pirates i executar l'Ace abans d'hora. En Sengoku ordena tallar totes les emissions de vídeo però en Buggy i els seus han robat un cargol emissor per fer-se propaganda. I finalment l'Squard deixa tothom glaçat amb la seva traïció contra en Barbablanca. |                 | |                        |                            |
| 472 | 16              | El pla de l'Akainu! En Barbablanca entre les cordes! Akainu no bōryaku! Otoshiirerareta Shirohige (赤犬の謀略! おとしいれられた白ひげ)                                                | 24 d'octubre de 2010   | 19 de febrer de 2014       |
| L'Squard explica que volia matar en Barbablanca perquè l'almirall Akainu li va dir que els havia venut a l'Armada a canvi de salvar-se ell i els seus, i que l'única manera d'evitar que morissin tots era matar-lo a ell. En Barbablanca perdona l'Squard i li expressa el seu amor incondicional. Llavors ell mateix ofereix als aliats una sortida amb els seus poders i els demana que cadascú decideixi en qui vol creure. Seguidament, s'uneix a la batalla i l'Squard s'adona que els soldats l'han enganyat. |                 | |                        |                            |
| 473 | 17              | S'activen els murs d’encerclament! Els pirates d'en Barbablanca queden acorralats! Hōi sakusen sadō! Shirohige kaizoku-dan zettaizetsumei!! (包囲壁作動! 白ひげ海賊団絶体絶命!!)      | 31 d'octubre de 2010   | 20 de febrer de 2014       |
| En Barbablanca s'uneix a la batalla per animar tots els altres pirates a lluitar. Els soldats activen els murs d'encerclament, però una part en queda bloquejada pel cos gegant de l'Ozu Júnior. Llavors el gran capità pirata llança un atac contra la plataforma d'execució que només entre els tres almiralls aconsegueixen neutralitzar. I seguint les ordres d'en Sengoku, l'Akainu fon el gel del port amb una pluja de magma. |                 | |                        |                            |
| 474 | 18              | Arriba l'ordre d'execució! Salteu els murs d'encerclament! Shokei shikkō meirei kudaru - Hōiheki o toppaseyo! (処刑執行命令下る 包囲壁を突破せよ!)                                    | 7 de novembre de 2010  | 24 de febrer de 2014       |
| La pluja de magma de l'Akainu enfonsa el Moby Dick. Les tècniques d'en Barbablanca no poden enderrocar el mur d'encerclament i els pirates queden atrapats al port. L'única sortida és la que ha deixat el cos de l'Ozu Júnior. Però aleshores en Sengoku ordena que comenci l'execució de l'Ace. En Ruffy ataca, però l'engeguen a l'aigua i el Jinbe l'ha d'anar a rescatar. Llavors el torna a la plaça amb la seva tècnica de karate de tritó i el planta davant dels tres almiralls. En veure això, en Barbablanca dona l'ordre d'avançar cap a la plaça. |                 | |                        |                            |
| 475 | 19              | Passem a la fase final! L'as a la màniga d'en Barbablanca Saishū kyokumen totsunyū! Shirohige kishikaisei no itte (最終局面突入! 白ひげ起死回生の一手)                                | 14 de novembre de 2010 | 25 de febrer de 2014       |
| En Ruffy prova d'esquivar els tres almiralls i en Kizaru no li ho permet. En Sengoku ordena que comenci l'execució, però en Crocodile ho impedeix perquè no vol que l'Armada guanyi la guerra. El Barret de palla continua avançant cap a la plataforma d'execució, però aquest cop s'hi interposa l'Aokiji. Els pirates d'en Barbablanca comencen a nedar pel port cap a l'Ozu Júnior sense fer cas dels atacs dels soldats. De sobte, apareix un altre vaixell recobert de sota l'aigua, recull els pirates i el mateix Ozu Júnior el transporta fins a la plaça. En Barbablanca desembarca i ordena als seus homes que salvin l'Ace i destrueixin la plataforma d'execució. |                 | |                        |                            |
| 476 | 20              | En Ruffy a les últimes! Batalla campal a la plaça Oris! Rufi chikaratsuku! Orisu hiroba no sōryokusen!! (ルフィ力尽く! オリス広場の総力戦!!)                                          | 21 de novembre de 2010 | 26 de febrer de 2014       |
| En Ruffy, molt cansat, continua avançant cap a la plataforma d'execució, però després de rebre l'atac d'en Kizaru es queda sense forces. En Barbablanca el vol ajudar, s'enfronta a l'Aokiji i a l'Akainu i ordena als seus homes que el protegeixin. La batalla a la plaça de Marineford continua. En Marco agafa la seva forma de fènix i s'acosta a la plataforma d'execució, però en Garp s'hi interposa, s'asseu davant de l'Ace i avisa als pirates que per arribar fins ell hauran de passar per sobre seu. |                 | |                        |                            |
| 477 | 21              | El poder que escurça la vida. L'hormona Emporio de la tensió Inochi o kezuru chikara - Tenshon Horumon futatabi (命を削る力 テンション・ホルモン再び)                                 | 28 de novembre de 2010 | 27 de febrer de 2014       |
| En Barbablanca ja és vell i està mal ferit, l'Akainu ho aprofita per atacar-lo. En Marco i en Jozu s'afanyen a ajudar-lo, però en Kizaru i l'Aokiji s'hi interposen. En Ruffy suplica amb les poques forces que li queden que l'Ivankov li posi una altra hormona de la tensió perquè pugui lluitar un temps més. El rei Iva primer s'hi nega. |                 | |                        |                            |
| 478 | 22              | Les promeses es compleixen. El xoc entre en Ruffy i en Coby Yakusoku no tame ni!! Gekitotsu! Rufi to Kobī (約束のために!! 激突! ルフィとコビー)                                       | 5 de desembre de 2010  | 3 de març de 2014          |
| En Coby recorda la promesa que li va fer al Ruffy i es decideix a atacar-lo, però de seguida queda fora de joc. Després, uns soldats aconsegueixen aturar en Ruffy, però l'Ivankov l'ajuda i la Hancock també l'allibera d'unes unitats de pacifistes. Mentrestant, els soldats continuen atacant en Barbablanca, que perd forces a marxes forçades. En Sengoku dona l'ordre als botxins d'executar l'Ace i en Ruffy els atura amb un atac de haoshoku haki. |                 | |                        |                            |
| 479 | 23              | Davant la plataforma d'execució! El camí cap a l'Ace és obert! Hokeidai mokuzen! Hirakareta Ēsu e no michi!! (処刑台目前! 開かれたエースへの道!!)                                     | 12 de desembre de 2010 | 4 de març de 2014          |
| En Ruffy no és conscient que ha impedit l'execució de l'Ace amb haki. En Barbablanca ordena als seus homes que l'ajudin i li obrin pas fins a la plataforma d'execució. Fins i tot el Mr 1 i en Crocodile el defensen dels soldats per motius diferents. L'Inazuma li crea un pont per pujar a la plataforma, però quan ja és gairebé dalt, en Garp li barra el pas i l'adverteix que per passar primer l'haurà de matar a ell. |                 | |                        |                            |
| 480 | 24              | Per camins diferents! En Ruffy contra en Garp! Sorezore no eranda michi - Rufi VS Gāpu! (それぞれの選んだ道 ルフィVSガープ!)                                                          | 19 de desembre de 2010 | 5 de març de 2014          |
| En Ruffy ataca en Garp a contracor per avançar cap a l'Ace. En Garp cau i el pont es trenca, però el Barret de palla aconsegueix saltar fins a la plataforma d'execució. De seguida treu la clau de la Hancock per obrir les manilles de l'Ace, però en Kizaru la parteix per la meitat. Mentrestant, en Sengoku es transforma en una mena de buda gràcies al poder d'una fruita del diable i en Mr 3, disfressat de botxí, es desperta. L'atac de l'almirall de flota trenca la plataforma i els fa caure tots, però a ple salt, en Mr 3 fa una clau amb cera i en Ruffy finalment aconsegueix alliberar l'Ace. |                 | |                        |                            |
| 481 | 25              | L'Ace ja és lliure! L'última ordre d'en Barbablanca! Ēsu kyūshutsu! Shirohige saigo no senchō meirei! (エース救出! 白ひげ最後の船長命令!)                                             | 26 de desembre de 2010 | 6 de març de 2014          |
| Gràcies als poders de l'Ace, tots tres arriben bé a terra. Ell i en Ruffy es posen a lluitar contra els soldats. Llavors l'Squard i els seus homes apareixen en un vaixell que avança per terra disposats a sacrificar-se contra els soldats perquè els pirates puguin fugir. Però en Barbablanca els atura enfadat dient que considera una vergonya que un fill mori abans que el seu pare. Després anuncia que per ell no hi ha lloc a la nova era i dona l'ordre que tothom el deixi sol i es retiri cap al Nou Món. |                 | |                        |                            |
| 482 | 26              | El poder que crema fins i tot el foc! L'atac implacable de l'Akainu! Hi o mo yakitsukusu chikara - Akainu hijō no tsuigeki (火をも焼き尽くす能力 赤犬非情の追撃)                      | 9 de gener de 2011     | 10 de març de 2014         |
| En honor del Barbablanca, els pirates obeeixen l'ordre de retirar-se. L'Ace s'agenolla davant seu abans de marxar per donar-li les gràcies. En Barbablanca li fa una última pregunta: si creu que ha estat un bon pare per a ell. En Ruffy i l'Ace corren cap al vaixell, però l'Akainu els barra el pas i provoca en Punys de foc insultant el seu capità. El poder del magma de l'almirall és més fort que el foc de l'Ace però, malgrat tot, aconsegueix evitar que l'Akainu mati en Ruffy parant-li un cop de puny mortal que li travessa el pit. |                 | |                        |                            |
| 483 | 27              | La resposta! En Punys de Foc mor al camp de batalla! Kotae o sagashite - Hiken no Ēsu senjō ni shisu (答えを探して 火拳のエース戦場に死す)                                            | 16 de gener de 2011    | 11 de març de 2014         |
| El puny de magma de l'Akainu travessa el cos de l'Ace, que cau als braços d'en Ruffy. El germà gran pensa en el seu passat i recorda el seu objectiu a la vida i si es mereixia haver nascut. L'Akainu ataca en Ruffy, però en Jinbe l'atura. En Marco i en Vista s'afanyen a ajudar al Barret de palla i contraataquen l'Akainu amb haki, però sense gaire èxit. L'Ace, agonitzant, agraeix al Ruffy i a tothom que l'hagin estimat. |                 | |                        |                            |
| 484 | 28              | Cau el quarter general de l'armada! La ira desafortunada d'en Barbablanca! Kaigun Honbu hōkai! Shirohige kotobanaki ikari! (海軍本部崩壊! 白ひげ言葉なき怒り!)                        | 23 de gener de 2011    | 12 de març de 2014         |
| En Ruffy cau inconscient pel trauma de veure morir l'Ace. En Jinbe se l'emporta a un vaixell i els pirates d'en Barbablanca el protegeixen. En Barbablanca, enfadat, s'enfronta a l'Akainu i acaba amb tots els òrgans calcinats pel poder del magma. Tot i així, aconsegueix partir la plaça de Marineford per la meitat per protegir els seus homes i lluitar sol contra l'enemic. Després continua destrossant l'illa tant com pot fins que arriben en Barbanegra i la seva nova tripulació de presos del nivell 6 d'Impel Down. |                 | |                        |                            |
| 485 | 29              | Final del greuge! En Barbablanca contra els pirates d'en Barbanegra! Kejime o tsukeru - Shirohige VS Kurohige kaizoku-dan (ケジメをつける 白ひげVS黒ひげ海賊団)                       | 30 de gener de 2011    | 13 de març de 2014         |
| En Barbablanca comença a lluitar contra en Barbanegra per venjar l'Ace i en Thatch i malgrat el poder neutralitzador de la seva fruita del diable, en Teach rep un cop ben fort d'en Barbablanca, però ja té un pla per prendre-li el seu poder. En Barbablanca recorda l'últim cop que va veure en Roger i el desig que tenia de ben jove de tenir una família. També declara que el tresor One Piece existeix i que quan algú el trobi el món canviarà radicalment. L'Edward Barbablanca Newgate mor dempeus i sense haver rebut ni una sola ferida a l'esquena. |                 | |                        |                            |
| 486 | 30              | Comença l'espectacle! En Barbanegra revela el seu pla! Shō no kaimaku - Akasareta Kurohige no takurami (ショーの開幕 明かされた黒ひげの企み)                                          | 6 de febrer de 2011    | 17 de març de 2014         |
| En Barbablanca és mort i la seva tripulació, desfeta, obeeix a desgrat la seva ordre de retirar-se. En Ruffy continua inconscient i en Jinbe se l'emporta amb una renovada determinació de protegir-lo. L'Akainu, que havia caigut en una de les esquerdes creades pel Barbablanca, reapareix i els ataca, però l'Ivankov i l'Inazuma els defensen. La tripulació d'en Barbanegra cobreix el cos d'en Barbablanca i anuncia el començament del millor espectacle del món. Al cap d'una estona, en Barbanegra apareix amb el poder de la fruita Tremolor Tremolor. |                 | |                        |                            |
| 487 | 31              | L'insaciable Akainu! Els punys de lava arriben al Ruffy! Akainu no shūnen! Rufi o osou maguma no kobushi (赤犬の執念! ルフィを襲うマグマの拳)                                         | 13 de febrer de 2011   | 18 de març de 2014         |
| En Barbanegra proclama que destruirà Marineford i els soldats queden atemorits i amoïnats. Però en Sengoku l'atura amb un raig i fa un discurs encès per alçar l'ànim dels soldats. Aleshores es posen a perseguir els pirates que han quedat enrere i en Coby es planteja si és just matar-los sabent que ja han guanyat la guerra. Mentrestant, l'Akainu segueix en Ruffy i en Jinbe i els fereix a tots dos greument, però abans que els mati, en Crocodile i els altres comandants d'en Barbablanca s'hi interposen. En Buggy pesca en Jinbe i en Ruffy al vol i no sap ben bé què fer-ne, però llavors arriba en Trafalgar Law i diu que ell se'n farà càrrec. |                 | |                        |                            |
| 488 | 32              | El crit desesperat! Els instants de valor que canviaran el destí! Hisshi no sakebi - Unmei o kaeru yūki aru sūbyō (必死の叫び 運命を変える勇気ある数秒)                               | 20 de febrer de 2011   | 19 de març de 2014         |
| La guerra es revifa. En Sengoku lluita amb en Barbanegra i l'Akainu contra els comandants d'en Barbablanca. Encara que l'Armada hagi guanyat la guerra, els soldats continuen lluitant enfervorits. En Coby, horroritzat per aquesta violència gratuïta, atura la guerra per uns moments i impedeix que en Kizaru enfonsi el submarí que ha rescatat en Jinbe i en Ruffy. Llavors, just abans que l'Akainu mati en Coby, apareix en Shanks per protegir-lo i donar-li les gràcies pel seu coratge i per haver salvat el futur del món. |                 | |                        |                            |
| 489 | 33              | Arriba en Shanks! S'ha acabat la gran guerra! Shankusu kenzan! Chōjō sensō tsuini shūketsu (シャンクス見参! 頂上戦争ついに終結)                                                       | 6 de març de 2011      | 20 de març de 2014         |
| En Jinbe i en Ruffy passen pel quiròfan del vaixell d'en Law. En Shanks engalipa en Buggy perquè porti el barret d'en Ruffy al submarí. Després anuncia que els pirates del Pèl-roig lluitaran amb tothom que vulgui continuar la batalla i que vol enterrar l'Ace i en Barbablanca com cal. En Sengoku hi accedeix davant la sorpresa dels soldats i també declara el final de la guerra. |                 | |                        |                            |
| 490 | 34              | La rivalitat dels grans líders! La proclamació de la nova era! Gun'yūkakkyosu! "Atarashī Jidai" no hajimari! (群雄割拠す! "新しい時代"の始まり!)                                      | 20 de març de 2011     | 24 de març de 2014         |
| Per tot el món la gent celebra la victòria de l'Armada. Tot i així, darrere les festes apareixen nous problemes. En Barbanegra i la seva tripulació de presos d'Impel Down prenen posicions aprofitant que després de la mort d'en Barbablanca s'ha trencat l'equilibri de poders a tots els mars. En Trafalgar Law opera en Ruffy i en Jinbe, però la vida del noi encara penja d'un fil i la Boa Hancock decideix portar-lo a Amazon Lily perquè es recuperi sota la seva protecció. |                 | |                        |                            |
| 491 | 35              | L'arribada a l'illa de les dones! La crua realitat cau damunt d'en Ruffy! Nyōgashima jōriku - Rufi o semeru kakoku na genjitsu (女ヶ島上陸 ルフィを責める過酷な現実)                  | 27 de març de 2011     | 25 de març de 2014         |
| Aprofitant que en Barbablanca és mort, en Barbamarró es proclama amo de l'illa de Foodvalten. El vaixell d'en Law arriba a Amazon Lily però, per gran decepció de la Hancock, l'àvia Nyon no permet l'entrada dels homes a l'illa, només accedeix a deixar-los ancorar al golfet fins que en Ruffy es recuperi. Al cap d'uns dies, el Barret de palla es desperta amb un malson i comença a destrossar-ho tot buscant l'Ace. Després es calma, recorda l'incident de Marineford i, finalment, plora la mort del seu germà. |                 | |                        |                            |
| 492 | 36              | L'equip més fort! En Ruffy i la dura lluita d'en Toriko! Saikyō taggu! Funtō, Rufi to Toriko! (最強タッグ! 奮闘、ルフィとトリコ!)                                                     | 3 d'abril de 2011      | -                          |
| En Ruffy i la seva tripulació es queden sense queviures i troben una estranya illa on descobreixen que tot és comestible, des d'arbres de carn fins a fongs de sucre. Allí coneixen un estrany home anomenat Toriko que busca l'ingredient llegendari que jeu en aquesta illa. |                 | |                        |                            |
| 493 | 37              | En Ruffy i l'Ace! La història de com es van conèixer! Rufi to Ēsu - Kyōdai no deai no monogatari! (ルフィとエース 兄弟の出会いの物語!)                                                | 10 d'abril de 2011     | 26 de març de 2014         |
| Deu anys enrere en el temps, en Garp porta en Ruffy a casa de la família de bandits de la Dadan, al Mont Colubo. Ella primer es nega a quedar-se'l, perquè diu que ja té prou feina criant l'Ace, però en Garp l'obliga a adoptar-lo. Quan els dos nois es coneixen, l'Ace tracta en Ruffy molt fredament, però ell aprèn a guanyar-se la seva amistat: el persegueix per tota l'illa i no es desanima quan el porta expressament a llocs perillosos perquè es perdi. Tres mesos després, el segueix fins al final del bosc i descobreix un indret molt estrany. |                 | |                        |                            |
| 494 | 38              | En Sabo entra en joc! El noi de la terminal grisa! Sabo tōjō! Gurei Tāminaru no shōnen (サボ登場! 不確かな物の終着駅の少年)                                                           | 17 d'abril de 2011     | 27 de març de 2014         |
| En Ruffy descobreix la terminal Grisa, un abocador ple de deixalles i de criminals que viuen fora de la llei de l'illa. L'Ace atraca uns pirates d'en Bluejam i s'emporta el seu botí al bosc, on es reuneix amb un noi que es diu Sabo. Tots dos roben a la gent per recollir diners i fer-se pirates. En Ruffy es presenta allà i, per por que no xerri on tenen l'amagatall, els dos nois decideixen matar-lo. Els crits d'en Ruffy delaten la posició de l'Ace al Porchemy, que el busca per recuperar els diners que ha pres als seus companys, aleshores els pirates rapten en Ruffy i el porten al seu amagatall per torturar-lo. L'Ace i el Sabo canvien els diners de lloc, però aleshores s'adonen que el Barret de palla no els ha delatat i corren a salvar-lo.                                                 |                 | |                        |                            |
| 495 | 39              | No fugiré! L'operació de rescat desesperada de l'Ace! Ore wa nigenai - Ēsu kesshi no kyūshutsu sakusen (おれは逃げない エース決死の救出作戦)                                          | 24 d'abril de 2011     | 31 de març de 2014         |
| L'Ace allibera en Ruffy amb l'ajuda del Sabo, però es nega a fugir de l'enemic. En Sabo es queda a desgrat a ajudar-lo i tots dos guanyen en Porchemy. Quan en Bluejam se n'assabenta, liquida el seu home per incompetent i ordena als altres que continuïn buscant els nens i els diners que li han robat. El Sabo se'n va a viure a casa de la Dadan per por que els pirates el trobin tot sol a la terminal. Al final els dos nois accepten en Ruffy i tots tres comencen a agafar cert renom per tota l'illa. |                 | |                        |                            |
| 496 | 40              | Algun dia ens farem a la mar! La promesa dels tres marrecs! Itsuka umi e! San'nin no akudō chikai no sakazuki! (いつか海へ! 三人の悪童ちかいの盃!)                                    | 1 de maig de 2011      | 1 d'abril de 2014          |
| Un dia, l'Ace, en Ruffy i en Sabo van al centre de la ciutat a vendre pell de cocodril i a menjar fideus a un restaurant. Quan tornen cap a casa, un home crida en Sabo pel seu nom i prova d'aturar-lo. L'Ace i en Ruffy li pregunten qui és i el noi acaba confessant que en realitat és fill d'un noble, però que estava molt decebut dels seus pares i es va escapar de casa per fer-se pirata i veure món. Llavors tots tres prometen bevent alhora amb uns bols que passi el que passi en el futur sempre seran com germans. |                 | |                        |                            |
| 497 | 41              | Adeu per sempre a la família Dadan? Ja tenim l'amagatall secret! Dadan ikka to no wakare!? Kansei! Himitsu kichi (ダダン一家との別れ!? 完成! 秘密基地)                                | 8 de maig de 2011      | 2 d'abril de 2014          |
| En Garp visita els nois a casa de la Dadan i en saber que volen ser pirates els esterrossa de valent. Els nois decideixen escapar-se del càstig i fugen de casa, agafen materials de la terminal Grisa i es construeixen una base secreta dalt d'un arbre. La Dadan no pot evitar amoïnar-se per ells i ordena als seus homes que els busquin. Al cap de dues setmanes els troben i ella comprova que estan bé mentre dormen. |                 | |                        |                            |
| 498 | 42              | En Ruffy es fa aprenent? L'home que va lluitar contra el rei dels pirates Rufi deshi-iri!? Kaizoku-Ō to tatakatta otoko! (ルフィ弟子入り!? 海賊王と戦った男!)                         | 15 de maig de 2011     | 3 d'abril de 2014          |
| En Ruffy, l'Ace i el Sabo decideixen que el que mati el tigre gegant del bosc serà el capità del seu grup de pirates. Van a buscar l'animal, però en lloc d'un tigre troben un os gegant. Llavors el vell Naguri de la terminal Grisa espanta l'animal igual que en Shanks va fer amb el rei del mar. Els nois s'assabenten que havia estat un capità pirata i que havia lluitat contra en Gol D. Roger. En Ruffy queda tan impressionat que li demana que l'entreni. L'Ace s'entristeix quan sent el nom del Rei dels pirates i demana al Ruffy que no l'anomeni mai més davant seu. Mentrestant, la Dadan llegeix al diari que un membre dels dracs celestials visitarà el regne de Goa molt aviat. I el pare d'en Sabo contracta en Bluejam perquè busqui el seu fill.                                                   |                 | |                        |                            |
| 499 | 43              | La lluita contra el tigre gegant! A veure qui és el capità! Ōtora to no kessen! Senchō ni naru no wa dare da! (大虎との決戦! 船長になるのは誰だ!)                                     | 22 de maig de 2011     | 7 d'abril de 2014          |
| En Ruffy se'n va a viure amb el vell Naguri. Al cap d'una setmana, l'Ace i el Sabo se'ls troben i l'Ace desafia el vell a un combat. El noi perd i està disposat que en Naguri el mati, però en lloc d'això, l'home els porta tots tres a la badia on construeix un vaixell i els demana que l'ajudin a acabar-lo a canvi d'entrenar-los. Els ensenya que la força no és l'únic requisit per ser capità i un cop acabat el vaixell i abans de marxar a buscar la seva antiga tripulació, el vell proposa una prova final als tres nois: caçar el tigre gegant. Per separat contra la bèstia, ells no hi tenen res a fer, però quan uneixen esforços la maten. En Naguri s'acomiada dels nois dient que es tornaran a trobar. Mentrestant, en Bluejam ordena als seus homes que diguin al pare d'en Sabo que ja l'ha trobat. |                 | |                        |                            |
| 500 | 44              | Ens prenen la llibertat! Les intrigues dels nobles posen els germans en perill! Ubawareta jiyū! Sankyōdai ni semaru Kizoku no wana (奪われた自由! 三兄弟に迫る貴族の罠)               | 29 de maig de 2011     | 8 d'abril de 2014          |
| El pare d'en Sabo el va a buscar a la terminal Grisa, i ell accedeix a tornar amb ell a canvi que no facin cap mal a l'Ace i al Ruffy. Un cop a casa, el Sabo coneix l'Stelly, el seu nou germà adoptiu, i s'assabenta que els nobles volen calar foc a la terminal Grisa abans de la visita del drac celestial. Incrèdul, el noi va al centre de la ciutat a comprovar si és veritat i veu que tothom ho sap i actua com si no passés res. Llavors decideix fugir per avisar l'Ace i en Ruffy. |                 | |                        |                            |
| 501 | 45              | S'encen el foc! Crisi a la terminal grisa! Hanatareta honō - Gurei Tāminaru no kiki (放たれた炎 グレイ・ターミナルの危機)                                                             | 5 de juny de 2011      | 9 d'abril de 2014          |
| Contractats pel Bluejam, l'Ace i el Ruffy distribueixen sense saber-ho unes caixes plenes de combustible i explosius per tota la terminal Grisa. El pare d'en Sabo el tanca al soterrani de casa seva, ell s'escapa i corre cap a avisar l'Ace i en Ruffy sobre el foc, però els soldats de la Gran Porta l'aturen i l'apallissen. En Dragon el troba ferit i parla amb ell. Mentrestant, un cop en Bluejam ha provocat l'incendi s'adona que el rei l'ha enganyat i que ell i els seus homes també hi han quedat atrapats. L'Ace i en Ruffy aconsegueixen escapar-se de l'amagatall dels pirates però els enxampen abans de sortir de la terminal. |                 | |                        |                            |
| 502 | 46              | On és, la llibertat? La trista escapada! Jiyū wa doko ni aru? Shōnen no kanashiki funade (自由はどこにある? 少年の悲しき船出)                                                         | 12 de juny de 2011     | 9 d'abril de 2014          |
| La Dadan i els seus bandits van a rescatar l'Ace i en Ruffy i els troben barallant-se amb en Bluejam i els seus homes. L'Ace es torna a negar a fugir i la Dadan es queda a lluitar amb ell mentre els altres s'escapen amb el Ruffy. En Dragon i l'Ivankov obren un camí entre el foc perquè la gent de la terminal Grisa puguin fugir cap a la platja. Uns homes troben en Sabo i el porten a casa seva, els pares el tanquen a la seva habitació i l'obliguen a estudiar tot el dia. Però ell aprofita l'arribada del drac celestial per tornar-se a escapar, aquest cop per sempre. Roba una barca i es fa a la mar, però el drac celestial li dispara en veure'l enmig del pas. |                 | |                        |                            |
| 503 | 47              | Cuida'l! La carta del germà! Yoroshiku tanomu! Kyōdai kara todoita tegami! (よろしく頼む! 兄弟から届いた手紙!)                                                                        | 19 de juny de 2011     | 10 d'abril de 2014         |
| El drac celestial Saint Jalmack dispara per segon cop a la barqueta d'en Sabo i l'enfonsa definitivament. Mentrestant, l'Ace i la Dadan tornen a casa després de guanyar en Bluejam i escapar-se del foc. En tornar de la ciutat, en Dogra explica l'atac contra la barca d'en Sabo i els nens queden desfets per la notícia. La Dadan ha de lligar l'Ace perquè no provi d'anar a venjar-se del noble mundial. Aleshores reben la carta que el Sabo els va enviar abans d'escapar-se i l'Ace i en Ruffy es prometen que un dia es faran pirates i viuran lliures i sense haver-se de penedir de res. |                 | |                        |                            |
| 504 | 48              | Viurem per complir la promesa! El camí de cadascú! Yakusoku o hatasu tame - Sorezore no tabidachi! (約束を果たすため それぞれの旅立ち!)                                               | 26 de juny de 2011     | 10 d'abril de 2014         |
| L'Ace i el Ruffy continuen entrenant-se per ser pirates. Quan l'Ace fa 17 anys se'n va i, uns quants mesos més tard, en Ruffy ja veu als diaris una foto seva amb un vaixell pirata i tripulació propis. El Barret de palla s'espera tres anys més fins que fa 17 anys i també es fa a la mar. Just després de sortir de port, apareix un rei del mar i en Ruffy l'estaborneix d'un sol cop com a venjança seva i del Shanks. Altre cop al present, en Ruffy continua a Amazon Lily patint i sentint-se culpable per la mort de l'Ace. |                 | |                        |                            |
| 505 | 49              | Els vull veure! El plor amarg d'en Ruffy! Aitsura ni aitē! Rufi namida no sakebi (あいつらに会いてェ! ルフィ涙の叫び)                                                                 | 3 de juliol de 2011    | 6 de setembre de 2014      |
| En Garp torna al poble de Foosha i la Dadan, desfeta per la mort de l'Ace, s'hi enfronta. En una illa del Nou Món, en Shanks i els pirates d'en Barbablanca celebren el funeral de l'Ace i el seu capità. I a l'illa de les dones, en Ruffy està mort de pena i remordiment. La culpa i la vergonya el superen fins que en Jinbe el força a reaccionar en fer-lo pensar en els seus amics i les ganes que té de veure'ls. |                 | |                        |                            |
| 506 | 50              | La tripulació del Barret de Palla queda consternada! Arriben les males notícies! Mugiwara no ichimi gekishin! Motorasareta kyōhō (麦わらの一味激震! もたらされた凶報)                 | 10 de juliol de 2011   | 6 de setembre de 2014      |
| A l'illa de Kuraigana, en Zoro lluita contra els humandrils, una mena de micos que fan anar les armes com els humans, i durant el combat se li reobren les ferides i perd les forces. Al regne de Torino, en Chopper posa pau entre els ocells i els humans. La Nami, a Weatheria, estudia la ciència del temps. L'Usopp és a l'arxipèlag de Boin amb l'Heracles. En Sanji, al regne de Kamabakka. La Nico Robin, a Tequila Wolf, amb l'exèrcit revolucionari. En Franky, a Barujimoa, al laboratori del doctor Vegapunk. En Brook, a l'illa de Nakamura. Tots, allà on són, s'assabenten de la mort de l'Ace. |                 | |                        |                            |
| 507 | 51              | La trobada amb el rei fosc Rayleigh! La decisió d'en Ruffy! Meiō Reirī to no saikai - Rufi ketsudan no toki (冥王レイリーとの再会 ルフィ決断の時)                                     | 17 de juliol de 2011   | 6 de setembre de 2014      |
| En Rayleigh va a buscar en Ruffy a l'illa de les dones seguint la pista d'en Kuma i la deducció de la Shakky que la Hancock s'ha enamorat del noi. El Barret de palla vol anar a Sabaody a retrobar-se amb els seus amics, però en Rayleigh li proposa una altra cosa. Mentrestant, l'Usopp malda per sortir de l'arxipèlag de Boin i tornar amb el seu capità. |                 | |                        |                            |
| 508 | 52              | Tornem amb el capità! La fuga de l'illa del cel i l'incident a l'illa d'hivern! Senchō no moto e - Sorajima no datsugoku to fuyujima no jiken (船長のもとへ 空島の脱獄と冬島の事件)   | 31 de juliol de 2011   | 7 de setembre de 2014      |
| A Weatheria, la Nami prova d'escapar-se amb bombolles de temps i uns apunts dels mestres del temps, però no ho acaba d'aconseguir. A Barujimoa, en Franky demana un vaixell per sortir de l'illa i quan va a buscar-lo dins del laboratori del doctor Vegapunk, prem un botó d'autodestrucció per error i se'l carrega tot. Aquest incident es converteix en el mundialment conegut "Malson de Barujimoa". |                 | |                        |                            |
| 509 | 53              | Contacte! El gran espadatxí Mihawk i la força de voluntat d'en Zoro! Sesshoku! Daikengō Mihōku - Zoro iji no shitō (接触! 大剣豪ミホーク ゾロ意地の死闘)                              | 7 d'agost de 2011      | 7 de setembre de 2014      |
| En Zoro es desperta al castell d'en Mihawk, a l'illa de Kuraigana. Vol marxar de l'illa amb un bot, però primer s'ha d'enfrontar a més humandrils. Mentrestant, a l'illa de Nakamura, en Brook aconsegueix posar pau entre la gent del poble i la tribu del braç llarg, però aleshores el segresten a ell. A l'illa de les dones, en Ruffy decideix seguir la proposta d'en Rayleigh i tornar a Marineford. |                 | |                        |                            |
| 510 | 54              | Quin desastre pel Sanji! La reina torna a Kamabakka! Sanji no junan - Ōkoku e to kikanshita joō! (サンジの受難 王国へと帰還した女王!)                                                 | 14 d'agost de 2011     | 7 de setembre de 2014      |
| Després de fer de mediador entre els ocells i els humans, en Chopper prova de marxar del regne de Torino damunt d'un ocell que s'ofereix a portar-lo. A Tequila Wolf, l'exèrcit revolucionari allibera la Nico Robin i li ofereixen que es reuneixi amb en Dragon. Al regne de Kamabakka, en Sanji coneix l'Ivankov, però com que es nega a donar-li informació sobre en Ruffy, el repta a un duel. Mentrestant, als diaris surt la foto d'en Ruffy a Marineford. |                 | |                        |                            |
| 511 | 55              | El retorn inesperat! En Ruffy a Marineford! Masaka no saijōriku! Rufi Marinfōdo e! (まさかの再上陸! ルフィ海軍本部へ!)                                                                | 21 d'agost de 2011     | 13 de setembre de 2014     |
| En Ruffy, en Jinbe i en Rayleigh arriben a Marineford i el Barret de palla es dirigeix a la campana Ox, la toca 16 vegades i després fa una estona de silenci davant d'una esquerda oberta per en Barbablanca. Els soldats ho interpreten com una declaració de guerra i en Killer i els pirates Kid, com el final d'una era i el començament d'una de nova. Mentrestant, en Sengoku i en Garp es retiren dels seus càrrecs. En Coby descobreix que té el poder de fer haki. L'Aokiji i l'Smoker parlen sobre el trasllat a la base G5 del Nou Món. El vaixell del pirata Bege és xuclat des del cel per un objecte negre gegant i el de l'Uroge s'acosta a una illa on no paren de caure llamps. |                 | |                        |                            |
| 512 | 56              | Perquè arribi als amics! Les notícies s'escampen ràpidament! Nakama ni todoke - Kakemeguru dai-nyūsu! (仲間に届け かけめぐる大ニュース!)                                              | 28 d'agost de 2011     | 13 de setembre de 2014     |
| En Buggy es reuneix amb la seva tripulació i ensenya a l'Alvida el braçalet que li va donar en Ruffy. A l'arxipèlag de Sabaody, en Duval i els genets de peixos voladors protegeixen el Thousand Sunny. A Alabasta, la Vivi veu la foto del Ruffy al diari i es pregunta pels símbols que porta al braç. La tripulació del Barret de palla també veu la foto i tots capten el missatge del seu capità, menys en Zoro. |                 | |                        |                            |
| 513 | 57              | Els pirates es posen en marxa! El nou món és ple de sorpreses! Ugokidasu kaizoku-tachi! Kyōtendōchi no Shin Sekai (動き出す海賊たち! 驚天動地の新世界)                                | 4 de setembre de 2011  | 13 de setembre de 2014     |
| El pirata X Drake troba una ciutat amagada en una illa d'hivern que resulta que és la preferida del yonko Kaido. Un guardià els atura i en Drake es transforma amb el poder d'una fruita Zoan antiga. L'Scratchmen Apoo i els seus homes són en una illa de primavera i de sobte es troben corrent en l'aire, perseguits per una bandada de senglars. En Barbanegra i els seus esperen els soldats per intercanviar la presonera Jewelry Bonney per un vaixell, però quan veuen que hi va l'Akainu, fugen deixant la Bonney. En Chopper decideix quedar-se a l'illa de Torino per estudiar-ne les plantes i ser més bon metge per ajudar en Ruffy. |                 | |                        |                            |
| 514 | 58              | L'infern d'en Sanji! La lluita per la seva virilitat! Jigoku o ikinuke - Sanji otoko o kaketa shōbu (地獄を生き抜け サンジ男をかけた勝負)                                             | 11 de setembre de 2011 | 14 de setembre de 2014     |
| A Weatheria, la Nami convenç els mestres perquè la deixin quedar i que en Haredas li ensenyi tot el que sap sobre les bombolles del temps i del clima del Nou Món. A Barujimoa, en Franky descobreix un altre laboratori del doctor Vegapunk amb plànols d'armament i estudis sobre les fruites del diable. Per tapar-se la cara cremada, es posa una pell amb el cap d'un tigre que espanta uns soldats i aquest fet originarà "La llegenda de la bèstia encesa sagrada de Barujimoa". Al regne de Kamabakka, en Sanji descobreix la cuina d'atac, que dona més força física. En demana les receptes a l'Ivankov, però per guanyar-se-les s'haurà d'enfrontar amb els 99 mestres del Newkama Kenpo i derrotar-los. |                 | |                        |                            |
| 515 | 59              | Em faré molt i molt més fort! La promesa d'en Zoro al seu capità! Madamada tsuyoku naru! Zoro senchō e no chikai (まだまだ強くなる! ゾロ船長への誓い)                                 | 18 de setembre de 2011 | 14 de setembre de 2014     |
| Al regne de Tehna Gehna, la tribu del braç llarg té en Brook presoner, però ell es fa la promesa de fer-se més fort i compon la cançó Os per ballar. A l'East Blue, la Nico Robin canvia d'opinió i se'n va cap a Baltigo amb els revolucionaris. A l'arxipèlag de Boin, l'Usopp comença a fer esport per aprimar-se i demana a l'Heracles que li ensenyi a fer servir les seves armes per ser el millor tirador del món i ajudar en Ruffy a convertir-se en el rei dels pirates. A l'illa de Kuraigana, en Zoro suplica al Mihawk que l'entreni per ser millor espadatxí i ell hi accedeix. En Zoro per fi entén el missatge escrit al braç d'en Ruffy, que és trobar-se tots al cap de dos anys a l'arxipèlag de Sabaody.                                                                                                 |                 | |                        |                            |
| 516 | 60              | Comença l'entrenament d'en Ruffy! Quedem al mateix lloc d'aquí a dos anys! Rufi shugyō kaishi - Ninengo ni yakusoku no basho de (ルフィ修行開始 2年後に約束の場所で)                  | 25 de setembre de 2011 | 14 de setembre de 2014     |
| En Ruffy i en Rayleigh s'acomiaden d'en Jinbe i se'n van a l'illa de Rusukaina on començaran un entrenament intensiu. El vell pirata explica al Ruffy els diferents tipus de haki i li diu que en dos anys els ha d'aprendre a controlar i potenciar. Mentrestant, els altres membres de la tripulació del Barret de palla també es posen a treballar per millorar les seves habilitats i preparar-se per tornar-se a reunir al cap de dos anys. |                 | |                        |                            |